# Christopher Drazan
Christopher Drazan (født 2. oktober 1990 i Wien) er en østrigsk fodboldspiller, der spiller som midtbanespiller i SC Austria Lustenau. Tidligere har han repræsenteret blandt andet Kaiserslautern, LASK Linz samt Rapid Wien.

## Landshold
Drazan har (pr. april 2018) spillet tre kampe for det østrigske landshold, som han debuterede for den 10. oktober 2009 i en VM-kvalifikationskamp mod Litauen. 